# Dolores Turchi
Dolores Turchi (Oliena, 1935) è una saggista italiana.

## Biografia
Nata da una famiglia originaria di Pisa, è stata insegnante elementare, dedicandosi nel contempo alla saggistica, che l'ha vista occuparsi della storia delle tradizioni popolari.
È stata direttrice dal 1989 al 1991 della rivista Sardigna Antiga, dal 1992 al 1995 della rivista Sardegna Antica – culture mediterranee. Nel 1997 ha fondato e ha diretto per 20 anni la rivista semestrale di cultura Sardegna Mediterranea. Nel 2003 ha fondato la casa editrice Iris.
È stata promotrice di convegni di linguistica sarda, ha fatto docenza in corsi universitari su temi legati alla cultura ed alle tradizioni sarde ed è stata premiata per la saggistica nel 2004 al festival della letteratura sarda di Bono; al suo libro Lo Sciamanesimo in Sardegna è stato assegnato nel 2001 il "Premio Osilo Il Libro dell'Anno" e nel 2009 il premio Amistade di Olbia. Nel 2007 ha ricevuto il premio giornalistico Funtana Elighe di Silanus. Nel 2011 le è stato assegnato il premio "Il Mirto d'Oro" (Brunella); nel 2012 le è stata dedicata la sesta edizione di "Donne Sarde di ieri e di oggi: omaggio a Dolores Turchi" San Giovanni Suergiu; nel 2013 il comune di Riola Sardo le ha conferito la cittadinanza onoraria. Inoltre, nel corso degli anni, ha partecipato a numerosi documentari con interviste su argomenti vari.

## Opere
- Dolores Turchi, Oliena... Barbagia... Sardegna..., Nuoro, La tipografica Solinas, 1977.
- Dolores Turchi, Menica Lostia, Nuccia Sanna e Maria Paola Catte, Dalla culla alla bara: raccolta di antiche ninnenanne, canti, attitos e proverbi, a cura di Dolores Turchi, Nuoro, Arti Grafiche AR.P.E.F., 1981.
- Dolores Turchi, Leggende e racconti popolari della Sardegna, Roma, Newton Compton Editori, 1984, ISBN 978-88-541-2397-7.
- Dolores Turchi, Maschere, miti e feste della Sardegna, Roma, Newton Compton Editori, 1990, ISBN 978-88-541-2345-8.
- Dolores Turchi, Samugheo: il fascino delle più arcaiche tradizioni della Sardegna centrale attraverso la storia, i racconti, le leggende e le preghiere del paese sul quale aleggia ancora il mistero del castello di Medusa, Roma, Newton Compton Editori, 1992, ISBN 88-7983-025-2.
- Grazia Deledda, Tradizioni popolari di Sardegna, a cura di Dolores Turchi, Roma, Newton Compton Editori, 1995, ISBN 978-88-541-2750-0.
- Grazia Deledda, Sangue sardo e altri racconti, a cura di Dolores Turchi, Roma, Newton Compton Editori, 1995, ISBN 88-8183-089-2.
- Grazia Deledda, Leggende sarde, a cura di Dolores Turchi, Roma, Newton Compton Editori, 1995, ISBN 88-8183-002-7.
- Giovanni Spano, Proverbi sardi, a cura di Dolores Turchi, Roma, Newton Compton Editori, 1997, ISBN 88-8183-360-3.
- Dolores Turchi, Lo sciamanesimo in Sardegna, Roma, Newton Compton Editori, 2001, ISBN 88-8289-549-1.
- Dolores Turchi, Preghiere e scongiuri della tradizione popolare sarda in logudorese e campidanese, Oliena, Iris, 2004, ISBN 88-89187-04-2.
- Dolores Turchi (a cura di), Max Leopold Wagner lingua e cultura sarda: atti del Convegno internazionale di linguistica sarda: Oliena 23 marzo 2003, Oliena, Iris, 2004, ISBN 88-89187-02-6.
- Dolores Turchi, Màscaras tradicionales de la Cerdeňa central, Cesena, Regione Autonoma della Sardegna, 2004, ISBN 88-88405-44-5.
- Dolores Turchi, Nughedu Santa Vittoria: un paese custode delle tradizioni, Oliena, Iris, 2007, ISBN 978-88-89187-14-2.
- Dolores Turchi, Ho visto agire s'accabadora, Oliena, Iris, 2008, ISBN 978-88-89187-17-3.
- Dolores Turchi (a cura di), Il culto dei morti in Sardegna e nel bacino del Mediterraneo: atti dei cinque Convegni tenutisi a Fordongianus dal 2003 al 2007, Oliena, Iris, 2008, ISBN 978-88-89187-16-6.
- Dolores Turchi (a cura di), Il culto dei morti in Sardegna e nel bacino del Mediterraneo e nel mondo: atti dei cinque Convegni tenutisi a Fordongianus dal 2008 al 2012, Oliena, Iris, 2013, ISBN 978-88-89187-30-2.
- Dolores Turchi, Lina Dettori e Juana Angelone, Intervista a Grazia Deledda e altri racconti, Oliena, Iris, 2011, ISBN 978-88-89187-23-4.
- Dolores Turchi, Con lo sguardo al passato, Oliena, Iris, 2016, ISBN 978-88-89187-34-0.
- Dolores Turchi, Le tradizioni popolari della Sardegna, Roma, Newton Compton, 2016 ISBN 978-88-541-9887-6.
- Dolores Turchi, I carnevali e le maschere tradizionali della Sardegna, Roma, Newton Compton, 2018 ISBN 978-88-227-1524-1.